# Činka (mlhovina)
Činka (také Messier 27, M27 nebo NGC 6853) je známá jasná planetární mlhovina v souhvězdí Lištičky. Objevil ji Charles Messier 12. června 1764 jako vůbec první z tohoto druhu vesmírných objektů. Jméno jí dal John Herschel ve svém popisu.

## Pozorování

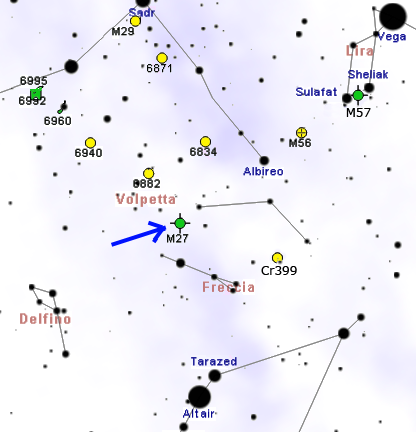
Poloha mlhoviny Činka v souhvězdí Lištičky.

Mlhovina Činka se dá velmi snadno nalézt přibližně 3° severně od hvězdy Gama Sagittae (γ Sge) s magnitudou 3,5 v sousedním souhvězdí Šípu. Je snadno viditelná i triedrem 10x50 a pod průzračně tmavou oblohou i menším triedrem 8x30. Dalekohled o průměru 114 mm pomůže ukázat její základní tvar, který vzdáleně připomíná přesýpací hodiny, protože mlhovina obsahuje dvě velké jasné oblasti. Ještě větší dalekohledy, případně vybavené vhodným astronomickým filtrem, umožňují pozorovat mnoho podrobností a odstínů. Ústřední hvězda má magnitudu 13,6 a její viditelnost se často používá jako zkouška průzračnosti hvězdné oblohy, pokud se použije dalekohled o průměru 200 mm.
Mlhovinu je možné pozorovat z obou zemských polokoulí, protože má pouze mírnou severní deklinaci. Přesto je na severní polokouli lépe pozorovatelná a během letních nocí tam vychází vysoko na oblohu, zatímco na jižní polokouli v oblastech více vzdálených od rovníku zůstává poměrně nízko nad severním obzorem. Přesto je pozorovatelná ze všech obydlených oblastí Země. Nejvhodnější období pro její pozorování na večerní obloze je od června do listopadu.

## Historie pozorování

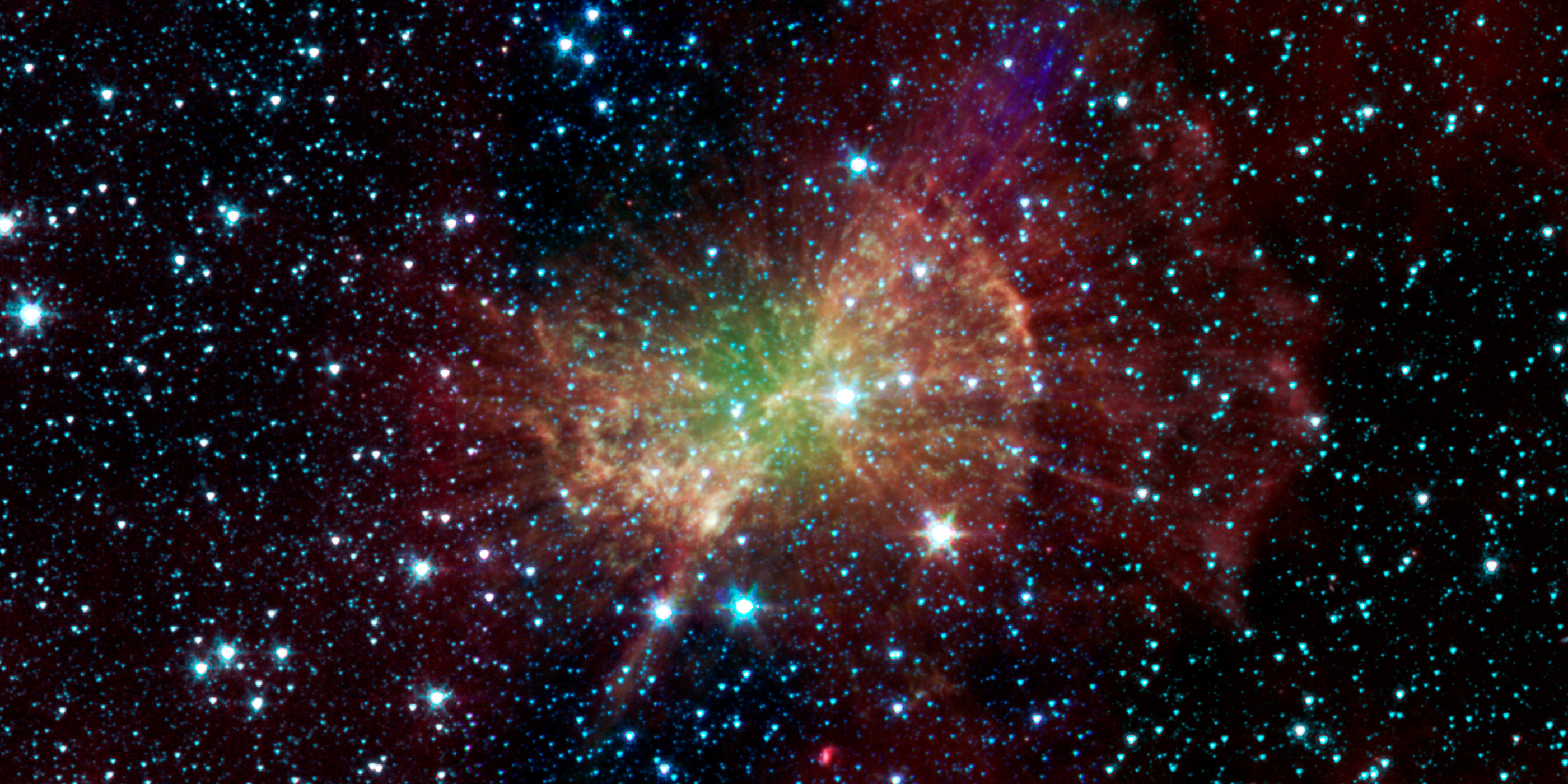
Snímek ze Spitzerova dalekohledu

Činku objevil Charles Messier 12. června 1764 a stala se tak vůbec první pozorovanou planetární mlhovinou. William Herschel při jejím pozorování vůbec nepoznal, že jde o mlhovinu, a pokoušel se ji rozložit na hvězdy. To se mu nepodařilo, ale kvůli velkému počtu okolních hvězd v zorném poli usoudil, že by toho mohl dosáhnout větším dalekohledem. Jeho syn John ji však považoval za skutečnou mlhovinu a ve svém popisu poznamenal, že vypadá jako činka, což je označení, které už jí zůstalo. Admirál Smyth ji popsal jako nepochopitelný ale nádherný objekt. William Parsons ji přesto také považoval za rozložitelnou na hvězdy, ale pochopitelně i jeho snažení bylo bezvýsledné. Spolu s oběma Herschely však zanechal velmi přesný popis vzhledu mlhoviny.

## Vlastnosti

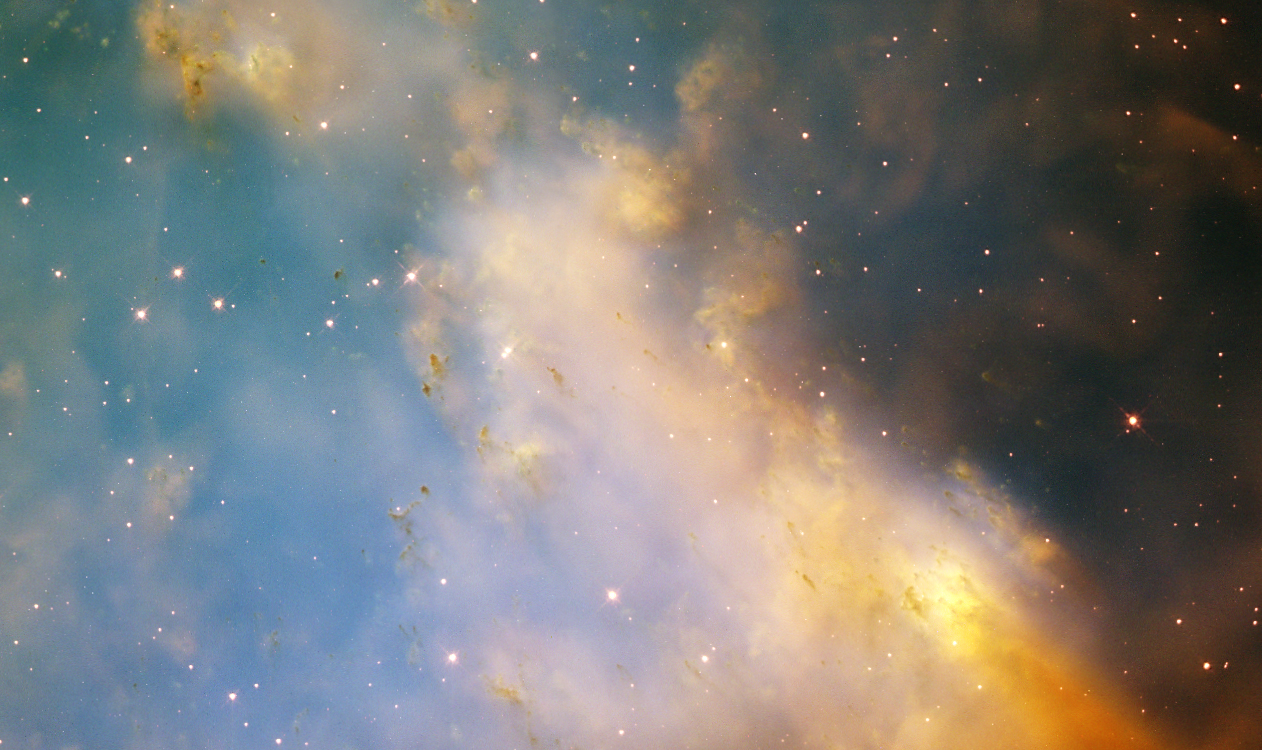
Snímek uzlíků v mlhovině z Hubbleova dalekohledu

Mlhovina je od Země vzdálená přibližně 1250 světelných let, má úhlovou velikost 8′×6′ a odhadované stáří několik tisíc let. Její hvězdná velikost je 7,4 a je tedy jen nepatrně slabší než nejjasnější planetární mlhovina Helix, jejíž světlo je ovšem rozprostřené na výrazně větší ploše a má tedy menší plošnou jasnost. Navíc v porovnání s jinými planetárními mlhovinami ztrácí Činka jen málo ve fotografické jasnosti: 7,6 mag.
Její jasnost i značná úhlová velikost z ní činí oblíbený objekt i pro amatérská pozorování a fotografování. Mlhavé halo ji opticky zvětšuje až na 15 úhlových minut, což je polovina zdánlivého průměru Měsíce.
Skutečný tvar mlhoviny je pravděpodobně protáhlý sféroid, na který je ze Země nahlíženo téměř přesně v jeho rovníkové rovině. Podobný pohled skýtá i další mlhovina M76, které se říká Malá činka. Ze směru jednoho z jejích pólů by pravděpodobně měla prstencový tvar a vypadala by na obloze jako Prstencová mlhovina.
V roce 1970 byla vypočtena skutečná rychlost rozpínání mlhoviny, která dosahuje hodnoty 31 km/s. V roce 1992 pak byla zjištěna zdánlivá rychlost rozpínání, která není větší než 2,3′ za století a z toho vypočtené stáří mlhoviny je nejvýše asi 14 600 let, spíše kolem 12 700 let.

### Uzlíky
Tak jako v mnoha jiných planetárních mlhovinách blízkých k Zemi, i v Čince byly pozorovány uzlíky. Hlavní část mlhoviny obsahuje mnoho jasných i tmavých uzlíků, které se navzájem výrazně liší tvarem, a to od souměrných uzlíků s vláknitými ocasy až po nepravidelné uzlíky bez ocasů. Podobně jako v mlhovinách Helix a Eskymák mají i v Čince některá čela uzlíků jasné špičky, která označují místní hranici fotoionizace.

### Ústřední hvězda
Hvězda uprostřed mlhoviny je velmi jasný namodralý trpaslík s hvězdnou velikostí 13,5 a povrchovou teplotou kolem 85 tisíc Kelvinů, který své okolí osvětluje převážně ultrafialovým zářením. Mlhovina však toto záření skrze luminiscenci vyzařuje ve viditelné části spektra, a proto se zdá být výrazně jasnější než ústřední hvězda. Fotograficky byl u ústřední hvězdy nalezen její pravděpodobný společník, který má hvězdnou velikost 17 a není tedy běžnými dalekohledy vidět.
Poloměr hvězdy je 0,055 ± 0,02 poloměrů Slunce a je největší ze všech známých bílých trpaslíků. Její absolutní hvězdná velikost je 5,5. V roce 1999 byla její hmotnost odhadnuta na 0,56 ± 0,01 hmotností Slunce.

### Knihy
- O'MEARA, Stephen James. Deep Sky Companions: The Messier Objects. New York: Cambridge University Press, 1998. Dostupné online. ISBN 0-521-55332-6. (anglicky)

### Mapy hvězdné oblohy
- Toshimi Taki. Taki's 8.5 Magnitude Star Atlas [online]. 2005 [cit. 2018-08-20]. Dostupné v archivu pořízeném dne 2018-11-05. (anglicky) – Atlas hvězdné oblohy volně stažitelný ve formátu PDF.
- TIRION; RAPPAPORT; LOVI. Uranometria 2000.0 - Volume I - The Northern Hemisphere to -6°. Richmond, Virginia, USA: Willmann-Bell, inc., 1987. Dostupné online. ISBN 0-943396-14-X.
- TIRION; SINNOTT. Sky Atlas 2000.0. 2. vyd. Cambridge, USA: Cambridge University Press, 1998. ISBN 0-933346-90-5.
- TIRION. The Cambridge Star Atlas 2000.0. 3. vyd. Cambridge, USA: Cambridge University Press, 2001. Dostupné online. ISBN 0-521-80084-6.